# Бошков, Вуядин
Ву́ядин Бо́шков (серб. Вујадин Бошков/Vujadin Boškov; 16 мая 1931, Бегеч — 27 апреля 2014, Нови-Сад) — югославский футболист и тренер, играл на позиции правого вингера.

## Карьера

### Клубная
Вуядин Бошков начал карьеру в клубе «Войводина» и выступал за него с 1946 года по 1960 год, проведя 512 матчей (182 в чемпионате Югославии). Однако клуб выступал не очень успешно, и его единственным успехом стал выход в финал кубка Югославии. В возрасте 30-ти лет, Бошков добился для себя права уехать на заработки за границу и в 1961 году перешёл в итальянскую «Сампдорию», но там он получил тяжёлую травму, а потому показать весь класс своей игры не смог. Завершил карьеру Бошков в швейцарском «Янг Феллоуз», выступая играющим тренером.

### Международная
25 июня 1951 года Бошков дебютировал в национальной сборной Югославии в матче со Швейцарией в Белграде. В 1952 году он в составе сборной поехал на Олимпиаду в Хельсинки, где югославы дошли до финала, проигранного лишь венгерской сборной во главе с Ференцем Пушкашем. Дважды Бошков участвовал на чемпионатах мира, на которых сыграл 7 матчей. Последний матч за сборную Бошков провёл на чемпионате мира 1958 года с ФРГ.
13 августа 1955 года Бошков играл за сборную Европы в матче со сборной Великобритании в Белфасте, по случаю 75-летия Ирландской Футбольной Ассоциации (4:1).

### Тренерская
Свою тренерскую карьеру Бошков начал ещё будучи игроком, работая со швейцарским клубом «Янг Феллоуз». Затем Бошков вернулся на родину и работал техническим директором в «Войводине». Потом руководил сборной Югославии в должности сотренера, вместе с Бранко Станковичем. Потом уехал в Нидерланды, где тренировал АДО Ден Хааг и «Фейеноорд». В 1978 году перебрался в Испанию, возглавив «Сарагосу», а затем «Реал Мадрид» с которым Бошков выиграл чемпионат Испании и два кубка Испании, а также дошёл до финала кубка европейских чемпионов, позже он провёл ещё сезон со «Спортингом» из Хихона.
Из Испании Бошков переместился в Италию, работая с «Асколи», «Сампдорией», «Ромой» и «Наполи». С «Сампдорией» Бошков добился победы во всех трёх итальянских клубных турнирах, и даже вышел с клубом в финал Лиги чемпионов, где команда проиграла «Барселоне». Затем Бошков работал с «Серветтом», «Перуджей» и сборной Югославии.

### После футбола
Завершив тренерскую карьеру, Бошков со своей женой Еленой поселился в замке XVII века недалеко от Генуи. У него два сына Андрей и Душан, которые обучались в Женеве, решив выбрать жизнь, далёкую от футбола. Также Бошков имел дома в Нови Саде, виллу на Бледе, фазенду на испанском побережье Коста-Бравы и дом в Женеве, где сейчас живут его сыновья. Бошков иногда преподавал в школе тренеров в Генуе.
27 апреля 2014 года Бошков умер в городе Нови-Сад.

## Достижения
- Чемпион Югославии: 1966
- Обладатель кубка Нидерландов по футболу: 1975
- Чемпион Испании: 1980
- Обладатель кубка Испании: 1980
- Обладатель кубка Италии: 1988, 1989
- Обладатель кубка кубков: 1990
- Чемпион Италии: 1991
- Обладатель Суперкубка Италии: 1991
- Финалист Лиги Чемпионов: 1992